# Tea Donguzașvili
Tea Donguzașvili (n. 4 iunie 1976, Tbilisi, Republica Sovietică Socialistă Gruzină, URSS) este o sportivă ce a reprezentat Rusia, medaliată olimpică. A participat la 2 ediții ale Jocurilor Olimpice (2004, 2008) în care a câștigat o medalie de bronz.